# Longview (singolo)
Longview è il primo singolo del gruppo punk rock Green Day, estratto dall'album Dookie, e pubblicato nel 1994 dalla casa discografica Reprise Records.
Il singolo descrive una giornata di pura noia, passata a guardare la televisione, fumare marijuana e masturbarsi finché l'atto non perde il suo divertimento.
La canzone è stata la prima della band a raggiungere la vetta di una classifica, la Modern Rock Tracks ed il video del brano è stato il primo della band ad essere trasmesso da MTV.
Nel 1995 ha ricevuto una nomination per il Grammy Award alla miglior interpretazione hard rock.

## Altre versioni
- La canzone si trova anche nel primo greatest hits della band, International Superhits!.
- Una performance live è presente nel loro CD/DVD live Bullet in a Bible.
- Altre versioni live sono presenti negli EP Foot in Mouth e Live Tracks.
- Il brano dal vivo è incluso come B-side nel singolo Basket Case.

## Tracce

### CD
1. "Longview" (album version) –- 3:59
2. "Welcome to Paradise" (live) — 4:05
3. "One of My Lies" (live) — 2:25

- Le tracce live sono state registrate il giorno 11 marzo 1994 al Jannus Landing, St. Petersburg, Florida

### Singolo versione tedesca
1. "Longview" – 3:59
2. "Going to Pasalacqua" (live) – 4:12
3. "F.O.D." (live) – 2:44
4. "Christie Road" (live) – 3:49

- Le tracce live sono state registrate il giorno 11 marzo 1994 al Jannus Landing, St. Petersburg, Florida

### Singolo con sticker
1. "Longview" – 3:59
2. "On the Wagon" – 2:48
3. "F.O.D." (live) – 2:44

- Le tracce live sono state registrate il giorno 11 marzo 1994 al Jannus Landing, St. Petersburg, Florida

### Promo CD
1. "Longview" (Radio Edit) – 3:55
2. "Longview" (Album Version) – 3:59

### Promo CD #2
1. "Longview" (Very Clean Version) – 3:55
2. "Longview" (Clean Version) – 3:55

## Formazione
- Billie Joe Armstrong - voce e chitarra
- Mike Dirnt - basso e voce
- Tré Cool - batteria

## Classifiche
| Classifica (1994/95)          | Posizione massima |
| ----------------------------- | ----------------- |
| Australia                     | 33                |
| Regno Unito                   | 30                |
| Regno Unito (rock & metal)    | 3                 |
| Stati Uniti (alternative)     | 1                 |
| Stati Uniti (mainstream rock) | 13                |